# Copper hoard-cultuur

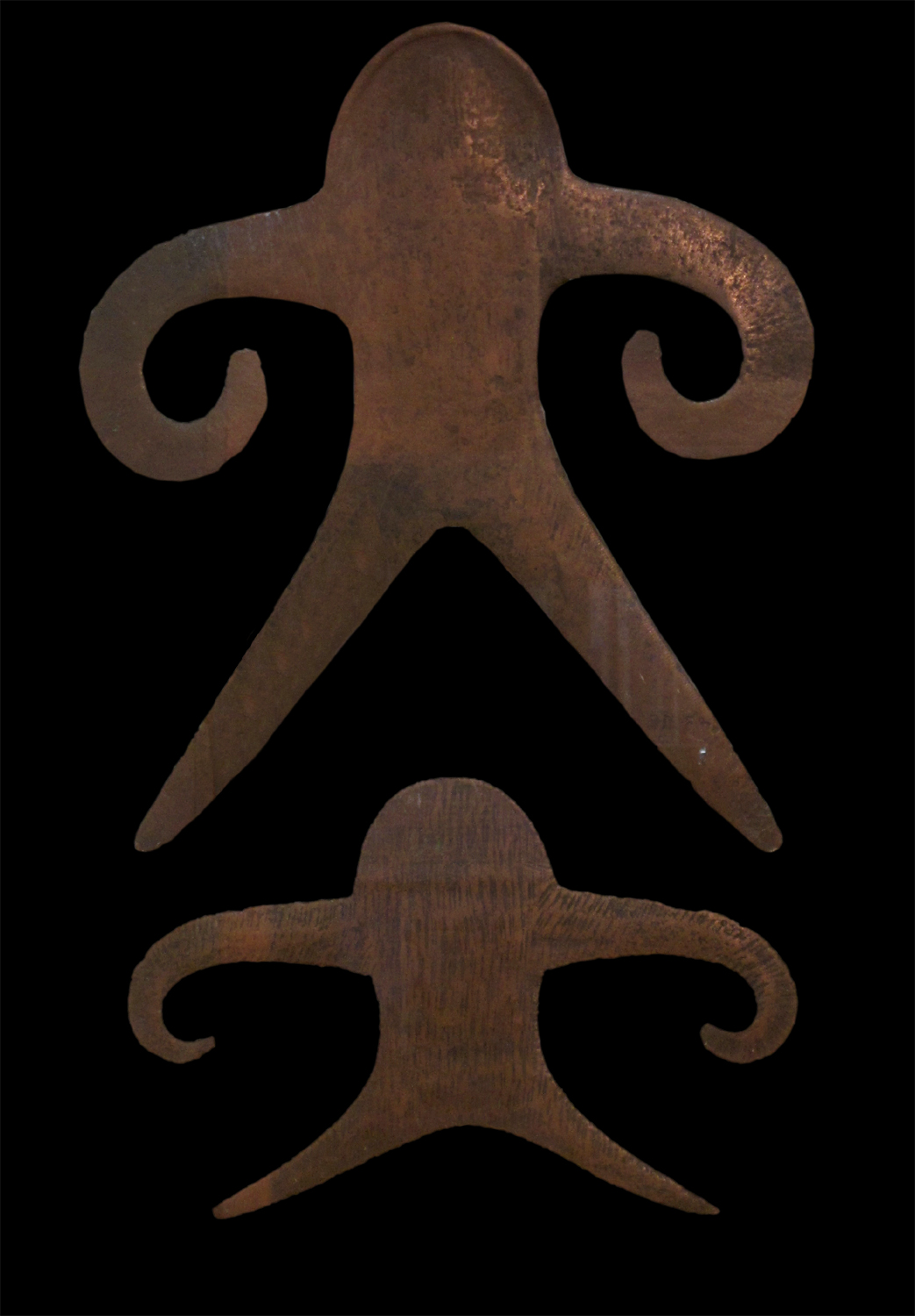
Antropomorfe figuren

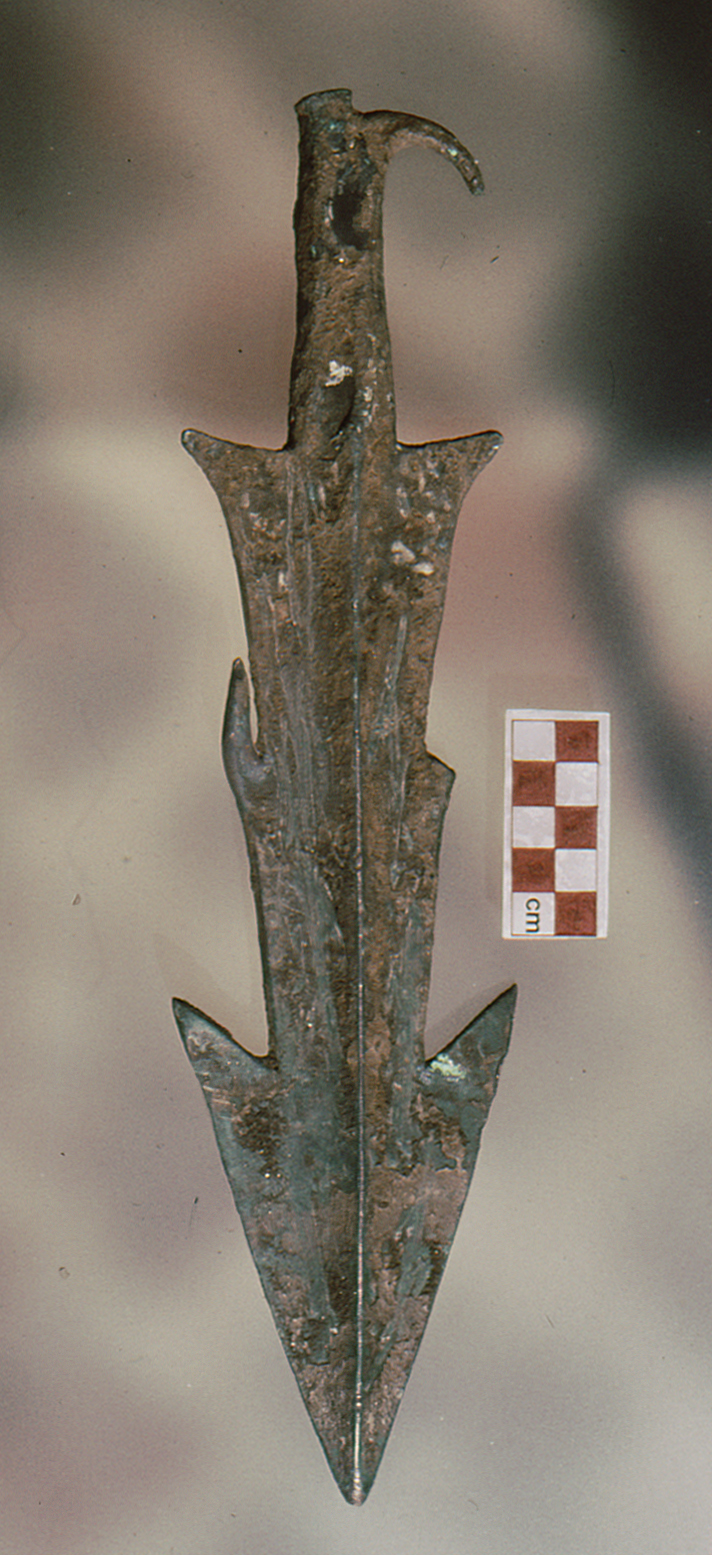
Harpoen

De copper hoard-cultuur is een reeks van depotvondsten van koperen artefacten in India. Sinds de eerste opdook in 1822 zijn er zo'n 5000 objecten gevonden in zo'n 200 depots. De grootste vondst is die van 424 objecten in Gungeria in Madhya Pradesh. De koperen vondsten hebben verschillende stijlen en komen uit een groot gebied, zodat het niet waarschijnlijk is dat het een enkele archeologische cultuur betreft.

## Eerste interpretaties
Aanvankelijk leken de depots zich alleen in de Ganges–Yamuna doab of landtong te bevinden. Lange tijd waren het indirecte vondsten die via een omweg de musea bereikten. Daardoor waren er geen gegevens bekend over de betreffende sites. Vincent Arthur Smith kwam uit op een periode tussen 2000 en 1000 v.Chr. op basis van overeenkomsten met Europese koperdepots. John Marshall stelde dat de objecten los stonden van de Indusbeschaving en verband hielden met de Indo-Arische migratie of de nog niet ontdekte Proto-Australoïde. Robert von Heine-Geldern stelde dat de objecten afkomstig waren van de Vedische Ariërs.
Piggott dacht dit aanvankelijk ook, maar stelde later dat het achtergelaten objecten betrof van voor Indo-Ariërs vluchtende Harappanen.

## Types
Braj Basi Lal maakte in 1951 een onderverdeling en aangezien de stratigrafie onbekend was, deed hij dit op basis van typologie:
- vlakke bijlen
- schouderbijlen
- staafbijlen
- ringen
- harpoenen
- antennezwaarden
- antropomorfe figuren

Waar de eerdere auteurs invloeden zagen westelijk van de Gangesvlakte, wees Lal op de harpoenen die afgebeeld werden in de grotschilderingen in Ghormangur en staafbijlen uit het oosten van India.

## Vindplaatsen

Vindplaatsen:
1 en 2: Zuid-Haryana
3 en 4: Uttar Pradesh
5: Madhya Pradesh
6, 7 en 8: Zuid-Bihar, Noord-Odisha en Bengalen

Sindsdien is gebleken dat het gebied uitgestrekter was, van Rajasthan in het westen tot de Bengalen in het oosten en Dekan in het zuiden en Terai in het noorden. Elk gebied lijkt een voorkeur te hebben voor specifieke types. De grootte van het gebied suggereert dat het niet een enkele archeologische cultuur was, maar meerdere culturen die deze techniek deelden.
Dharma Pal Agrawal zette een aantal mogelijke functies uiteen voor de objecten. De staafbijlen zouden als breekijzer dienen in de mijnbouw, ringen als gewicht, antennezwaarden voor de jacht, harpoenen om te vissen en de antropomorfe figuren om op vogels te jagen.
In Saipai in het district Etawah werden koperdepots gevonden tijdens opgravingen van de ochre coloured pottery-cultuur (OCP), wat belangrijk is voor de datering die tussen 1750 en 1250 v.Chr. gezocht wordt, al is de datering van OCP problematisch. Een belangrijke vondst was in 2001 toen in Madarpur in het district Moradabad 31 antropomorfe figuren werden gevonden, ook in een OCP-laag. Upinder Singh suggereerde dat deze figuren mogelijk een religieuze of rituele functie hadden.
Zo'n 46% van de legeringen bevatte tot 7% arseen, terwijl dit bij slechts 8% van de legeringen uit de Indusbeschaving het geval was. Daarentegen zijn er in Sanauli wel twee antennezwaarden gevonden in een Harappa-laag.